# 卡索爾拉山脈
37°56′12″N 2°57′30″W / 37.93667°N 2.95833°W

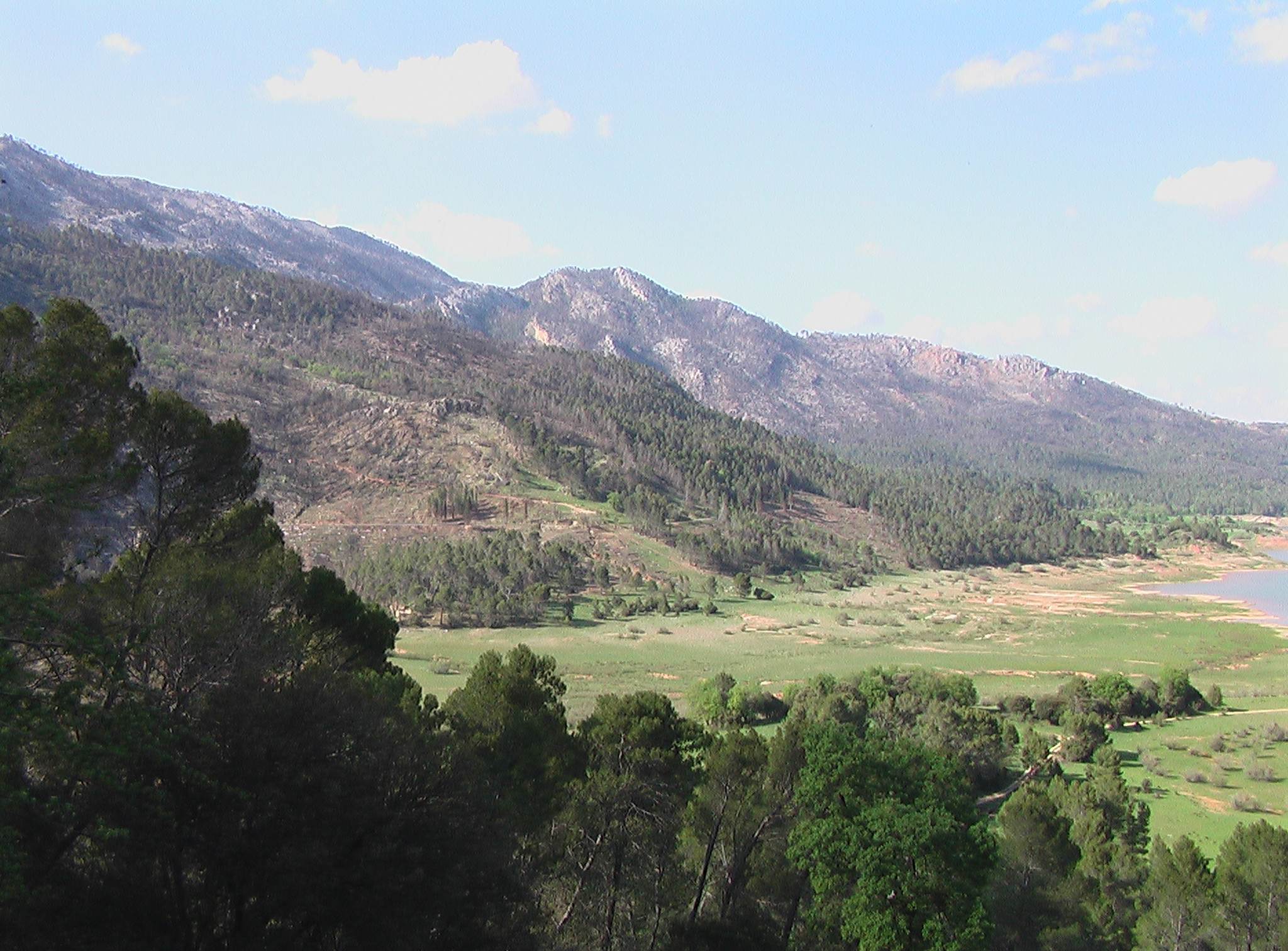

卡索爾拉山脈（Sierra de Cazorla），是西班牙的山脈，位於哈恩省，處於內華達山脈和塞古拉山脈之間，屬於普雷貝蒂科山脈的一部分，最高點海拔高度1,847米，名稱來自市鎮卡索爾拉。